# 28e cérémonie des Chicago Film Critics Association Awards
La 28e cérémonie des Chicago Film Critics Association Awards (CFCA Awards), décernés par la Chicago Film Critics Association, a eu lieu le 16 décembre 2015, et a récompensé les films réalisés dans l'année,.

## Palmarès

### Meilleur film
- Mad Max: Fury Road
  - Carol (film)
  - Spotlight
  - The Revenant
  - Vice-versa (Inside Out)

### Meilleur réalisateur
- George Miller pour Mad Max: Fury Road
  - Alejandro González Iñárritu pour The Revenant
  - Todd Haynes pour Carol
  - Tom McCarthy pour Spotlight
  - Adam McKay pour The Big Short : Le Casse du siècle (The Big Short)

### Meilleur acteur
- Leonardo DiCaprio pour The Revenant
  - Christopher Abbott pour James White
  - Michael Fassbender pour Steve Jobs
  - Eddie Redmayne pour Danish Girl
  - Jason Segel pour The End of the Tour

### Meilleure actrice
- Brie Larson pour Room
  - Cate Blanchett pour Carol
  - Charlotte Rampling pour 45 Years
  - Saoirse Ronan pour Brooklyn
  - Charlize Theron pour Mad Max: Fury Road

### Meilleur acteur dans un second rôle
- Benicio del Toro pour Sicario
  - Sam Elliott pour Grandma
  - Mark Rylance pour Le Pont des espions (Bridge of Spies)
  - Michael Shannon pour 99 Homes
  - Sylvester Stallone pour Creed : L'Héritage de Rocky Balboa (Creed)

### Meilleure actrice dans un second rôle
- Alicia Vikander pour Ex Machina
  - Jennifer Jason Leigh pour Anomalisa
  - Jennifer Jason Leigh pour Les Huit Salopards (The Hateful Eight)
  - Cynthia Nixon pour James White
  - Kristen Stewart pour Sils Maria (Clouds of Sils Maria)

### Acteur le plus prometteur
- Jacob Tremblay pour Room
  - Christopher Abbott pour James White
  - Bel Powley pour The Diary of a Teenage Girl
  - Geza Rohrig pour Le Fils de Saul (Saul fia)
  - Amy Schumer pour Crazy Amy (Trainwreck)

### Réalisateur le plus prometteur
- Alex Garland pour Ex Machina
  - Marielle Heller pour The Diary of a Teenage Girl
  - Josh Mond pour James White
  - László Nemes pour Le Fils de Saul (Saul fia)
  - Bill Pohlad pour Love and Mercy

### Meilleur scénario original
- Spotlight – Tom McCarthy et Josh Singer
  - Le Pont des espions (Bridge of Spies) – Matt Charman, Joel et Ethan Coen
  - Ex Machina – Alex Garland
  - Les Huit Salopards (The Hateful Eight) – Quentin Tarantino
  - Vice-versa (Inside Out) – Pete Docter, Meg LeFauve et Josh Cooley

### Meilleur scénario adapté
- The Big Short : Le Casse du siècle (The Big Short) – Adam McKay et Charles Randolph
  - Anomalisa – Charlie Kaufman
  - Brooklyn – Nick Hornby
  - Room – Emma Donoghue
  - Steve Jobs – Aaron Sorkin

### Meilleure direction artistique
- Mad Max: Fury Road
  - Brooklyn
  - Carol
  - Crimson Peak
  - The Assassin

### Meilleure photographie
- Mad Max: Fury Road – John Seale
  - Carol – Edward Lachman
  - Les Huit Salopards (The Hateful Eight) – Richard Richardsson
  - The Revenant – Emmanuel Lubezki
  - Sicario – Roger Deakins

### Meilleur montage
- Mad Max: Fury Road – Margaret Sixel
  - The Big Short : Le Casse du siècle (The Big Short) – Hank Corwin
  - Seul sur Mars (The Martian) – Pietro Scalia
  - The Revenant – Stephen Mirrione
  - Spotlight – Tom McArdle

### Meilleure bande originale
- Les Huit Salopards (The Hateful Eight) – Ennio Morricone
  - Carol – Carter Burwell
  - It Follows – Disasterpeace
  - Mad Max: Fury Road – Junkie XL
  - Vice-versa (Inside Out) – Michael Giacchino

### Meilleur film en langue étrangère
- Le Fils de Saul (Saul fia) •  Hongrie
  - The Look of Silence •  Danemark
  - Phoenix •  Allemagne
  - The Assassin (聶隱娘) •  Taïwan
  - White God (Fehér isten) •  Allemagne  Hongrie  Suède

### Meilleur film d'animation
- Vice-versa (Inside Out)
  - Anomalisa
  - Le Voyage d'Arlo (The Good Dinosaur)
  - Shaun le mouton, le film (Shaun the Sheep Movie)
  - Snoopy et les Peanuts, le film (The Peanuts Movie)

### Meilleur film documentaire
- Amy
  - Cartel Land
  - The Hunting Ground
  - The Look of Silence
  - Where to Invade Next